# Alexander Kirillowitsch Siljanow
Alexander Kirillowitsch Siljanow (russisch Александр Кириллович Сильянов; * 17. Februar 2001 in Moskau) ist ein russischer Fußballspieler.

## Karriere

### Verein
Siljanow begann seine Karriere bei ZSKA Moskau. Zur Saison 2019/20 wechselte er zu Lokomotive Moskau, wo er zunächst für das drittklassige Farmteam Lokomotive-Kasanka Moskau spielen sollte. Im Juli 2020 stand er gegen Ural Jekaterinburg erstmals im Kader der Profis. In der Saison 2019/20 kam er zu elf Einsätzen für Kasanka in der Perwenstwo PFL. Im Dezember 2020 debütierte in der UEFA Champions League gegen den FC Bayern München für die erste Mannschaft der Moskauer. Sein Debüt in der Premjer-Liga folgte im April 2021 im Derby gegen Spartak Moskau. In der Saison 2020/21 kam er insgesamt zu zwei Erstligaeinsätzen für Lok.
Zur Saison 2021/22 rückte er fest in den Kader der Profis und kam bis zur Winterpause achtmal in der höchsten Spielklasse zum Zug. Im Januar 2022 wurde Siljanow innerhalb der Liga an den FK Rostow verliehen. Bis zum Ende der Saison kam er für Rostow zu zwölf Einsätzen. In der Saison 2022/23 absolvierte er alle 30 Saisonspiele. Zur Saison 2023/24 kehrte er nach dem Ende der Leihe wieder nach Moskau zurück.

### Nationalmannschaft
Siljanow kam zwischen August 2017 und Februar 2018 achtmal für die russische U-17-Auswahl zum Einsatz. Im Februar 2020 debütierte er für die U-19-Mannschaft. Im Juni 2021 debütierte er im U-21-Team.
Im September 2022 gab er in einem Testspiel gegen Kirgisistan sein Debüt für die A-Nationalmannschaft.